# Bateau à moteur

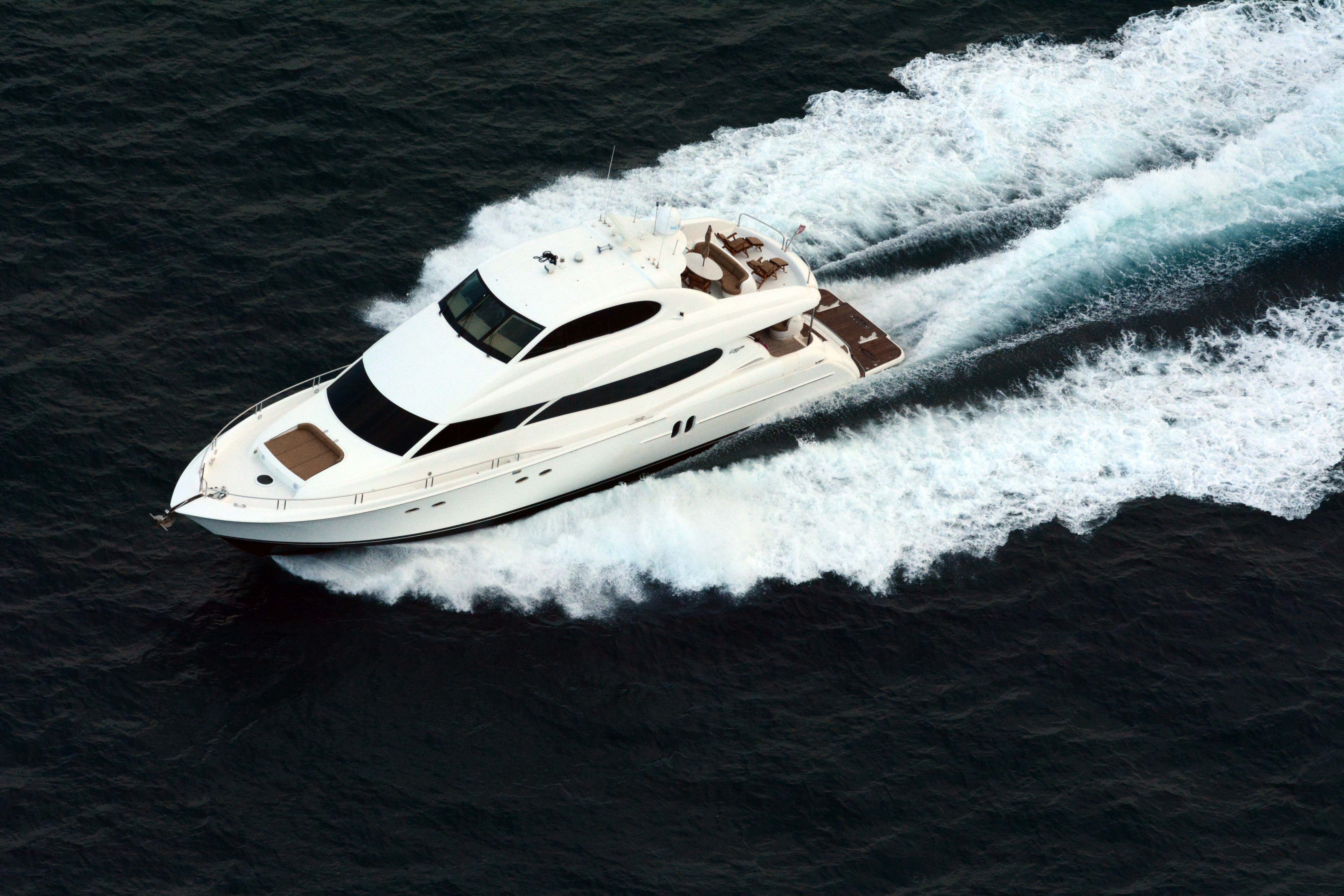
Un yacht Lazzara 80 Sky Lounge.

Un bateau à moteur (en anglais : motorboat) est un bateau dont la propulsion est assurée par un ou plusieurs moteurs diesel ou essence. Certains sont équipés d'un moteur à l'intérieur de la coque (in-board), tandis que d'autres ont un ou  plusieurs moteurs hors-bord installé à l'arrière, qui comprennenet un moteur à combustion interne, une boite de transmission et une hélice ou une turbine (cas des hydrojets). L'hydrojet étant le plus souvent utilisé pour les jet-skis ou pour les bateaux de sauvetage évitant ainsi le risque d'accident causées par les hélices. 
Les bateaux à moteur sont de différentes tailles. Il existe de petits bateaux de deux mètres cinquante de long, des vedettes open (cabin cruisers ou runabouts en anglais) entre sept et quatorze mètres, tout comme des yachts luxueux de plus grande dimension capables, pour certains de traverser les océans. Les bateaux semi-rigides, les pneumatiques et les vedettes appartiennent également à la catégorie des bateaux à moteur.
Ils peuvent avoir de multiples utilisations : la navigation de plaisance, utilisation sportive (wakeboard, ski nautique, etc)  le transport de marchandises, la marine militaire, le secourisme en mer ou le transport de produits illégaux (go fast). En outre, ils peuvent se prêter à des courses nautiques (motonautisme).

## Histoire
L’histoire des bateaux à moteur commence à la fin du XIXe siècle avec l’apparition des premiers moteurs à combustion interne, remplacant la voile ou la rame. En 1886, l'inventeur Gottlieb Daimler installe un moteur à essence sur une petite embarcation, marquant un tournant dans la propulsion maritime. Au début du XXe siècle, l'industrialisation permet de développer des moteurs plus puissants, adaptés à divers types de bateaux : de loisir, de pêche et de transport. L’évolution des matériaux et des technologies (comme le diesel et l’injection électronique) a continué à transformer les bateaux à moteur jusqu’à aujourd’hui.

## Bateaux à moteur célèbres
- Le Pilar, yacht de l'écrivain Ernest Hemingway de 1934 à sa mort en 1961.
- Le Ferrari Arno XI, modèle unique créé par Ferrari en 1953. Propulsé par un moteur V12 de Ferrari 375 F1, il bat le record du monde de vitesse de bateau catégorie moins de 800 kg le 15 octobre 1953, avec la vitesse de 241,708 km/h.
- Le Spirit of Australia est le bateau avec lequel Ken Warby établit le record de vitesse aquatique le 8 octobre 1978, avec 511,13 kilomètres à l'heure.

## Galerie

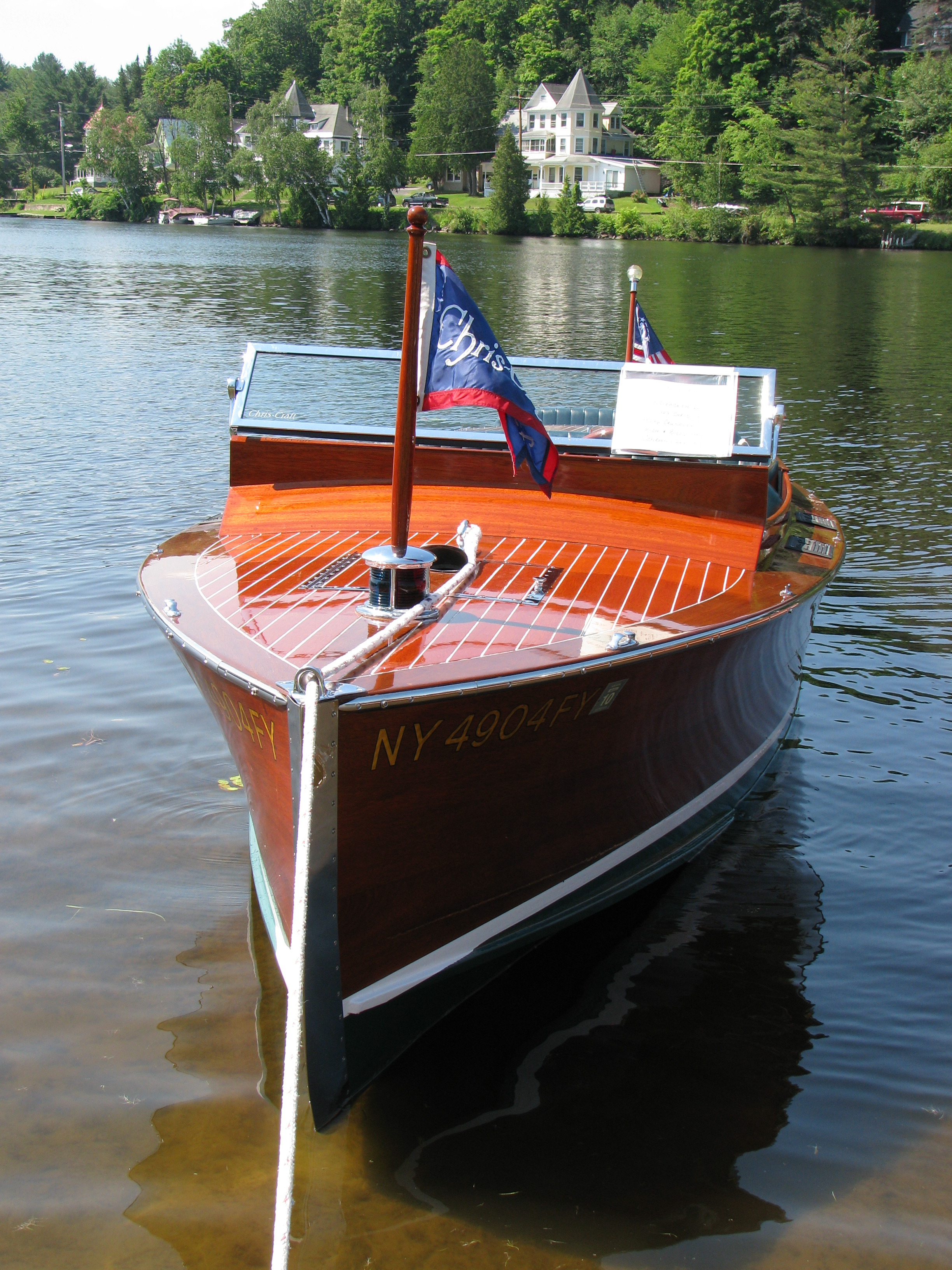
Un Chris-Craft Cadet de 1928.
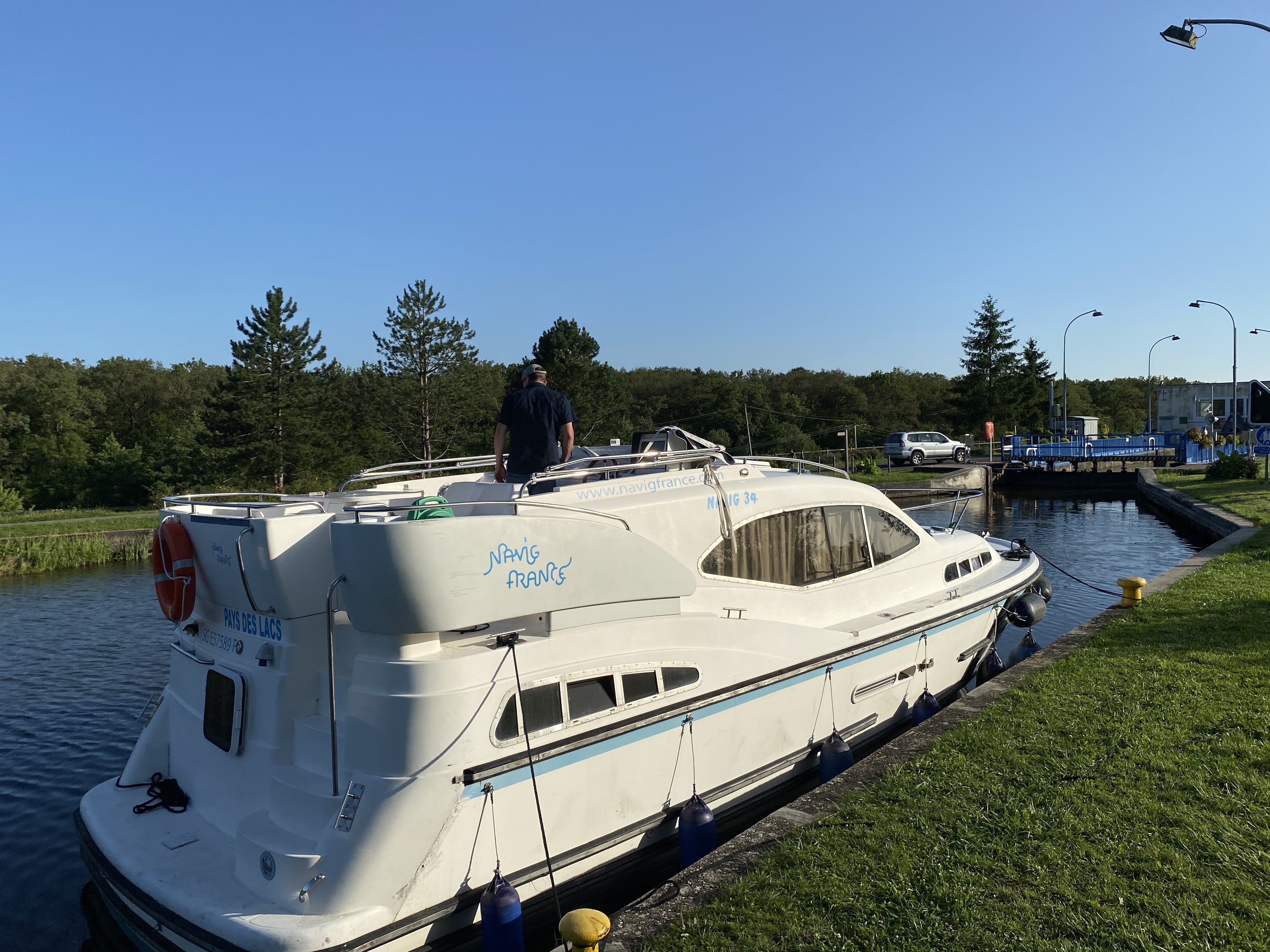
Bateau de plaisance fluviale
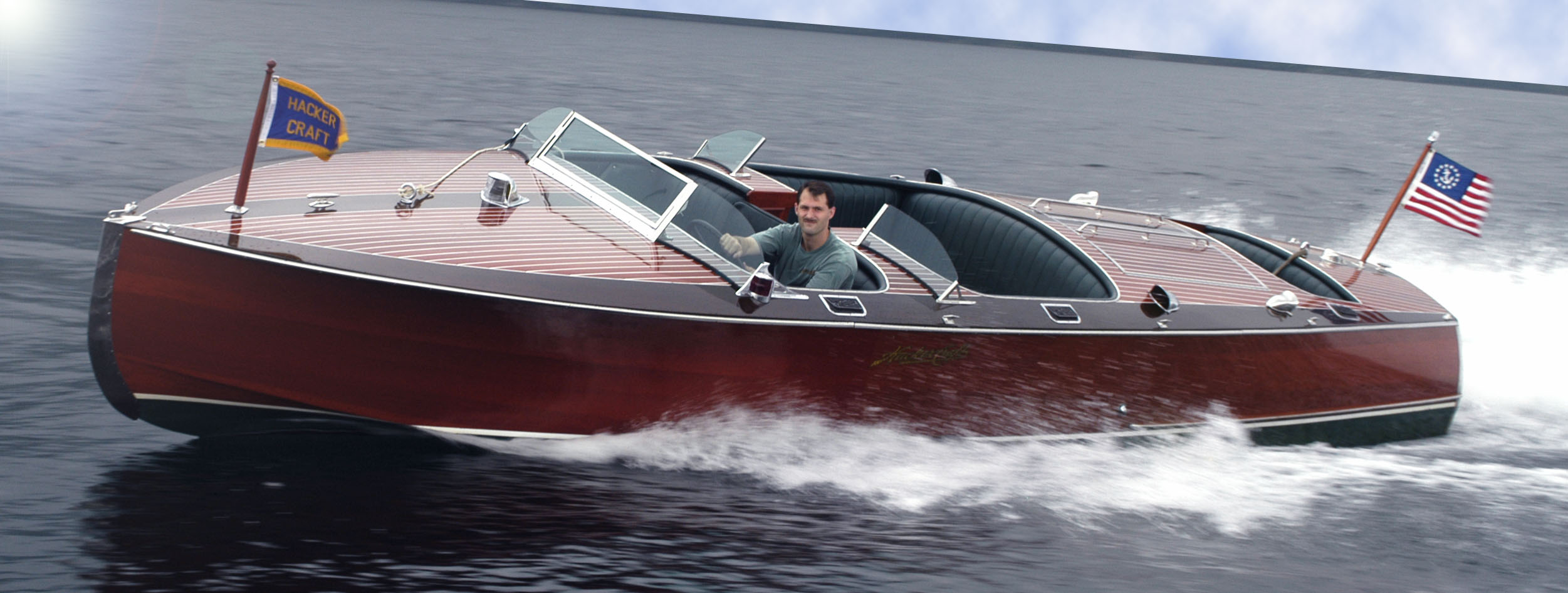
Un bateau runabout de la firme Hacker-Craft.
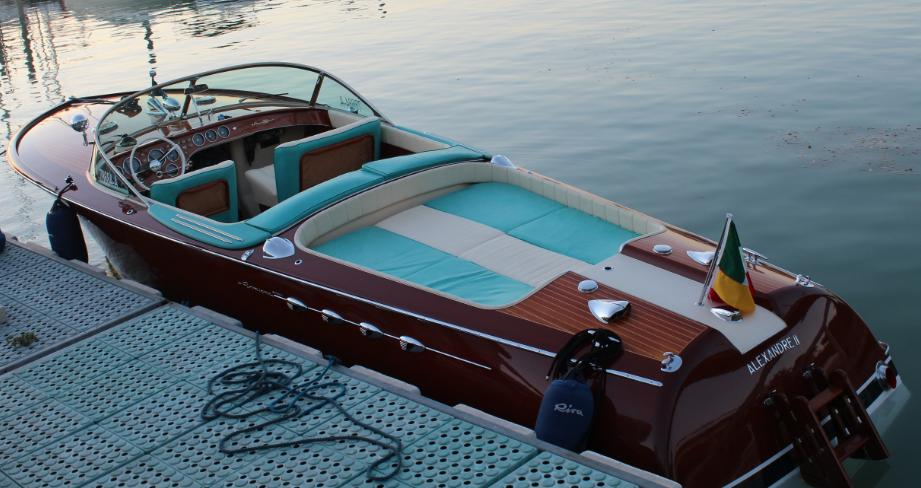
Un Super Riva Aquarama Série II, de l'entreprise italienne Riva.
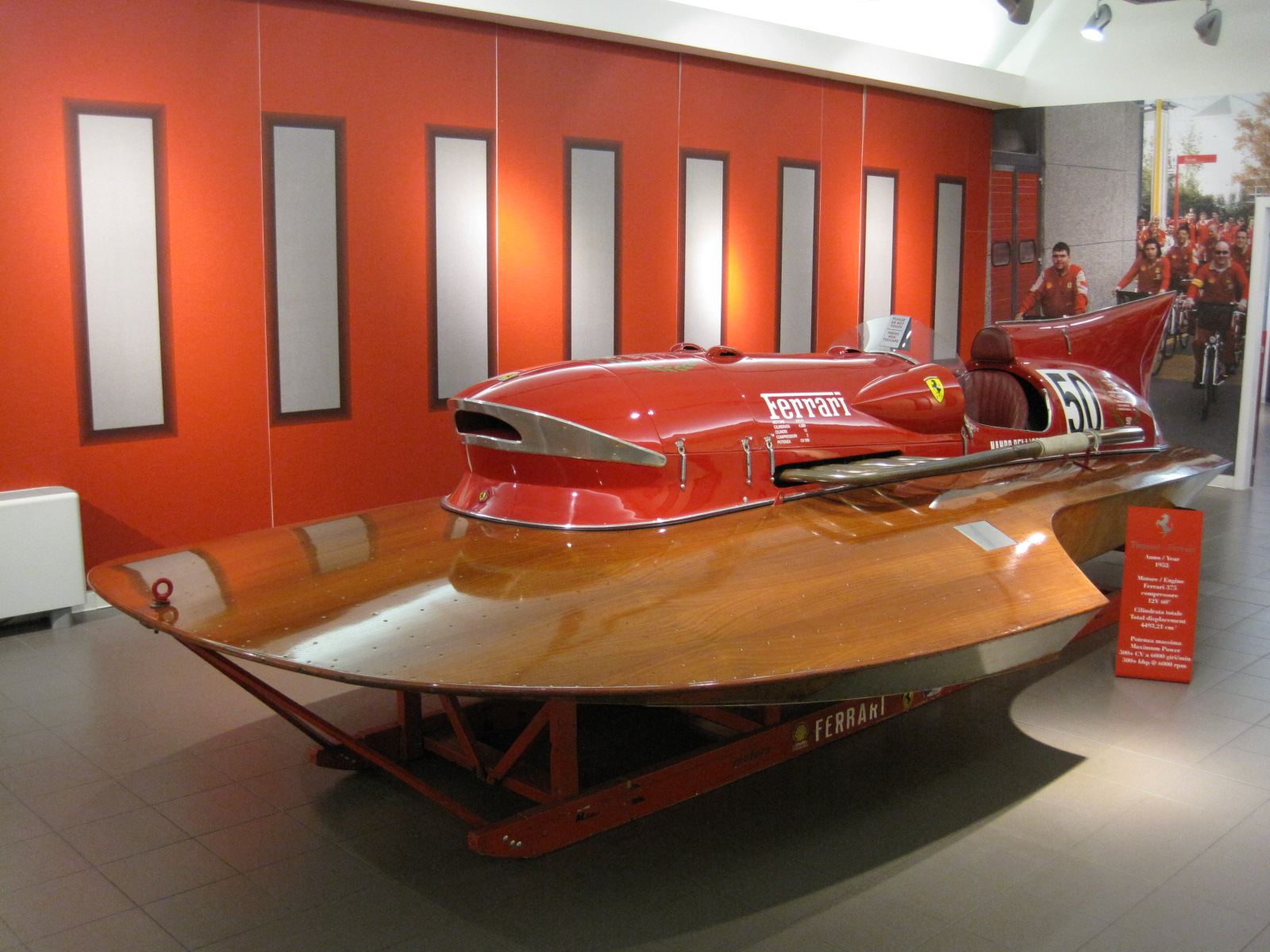
Le Ferrari Arno XI, conçu par Ferrari en 1953.
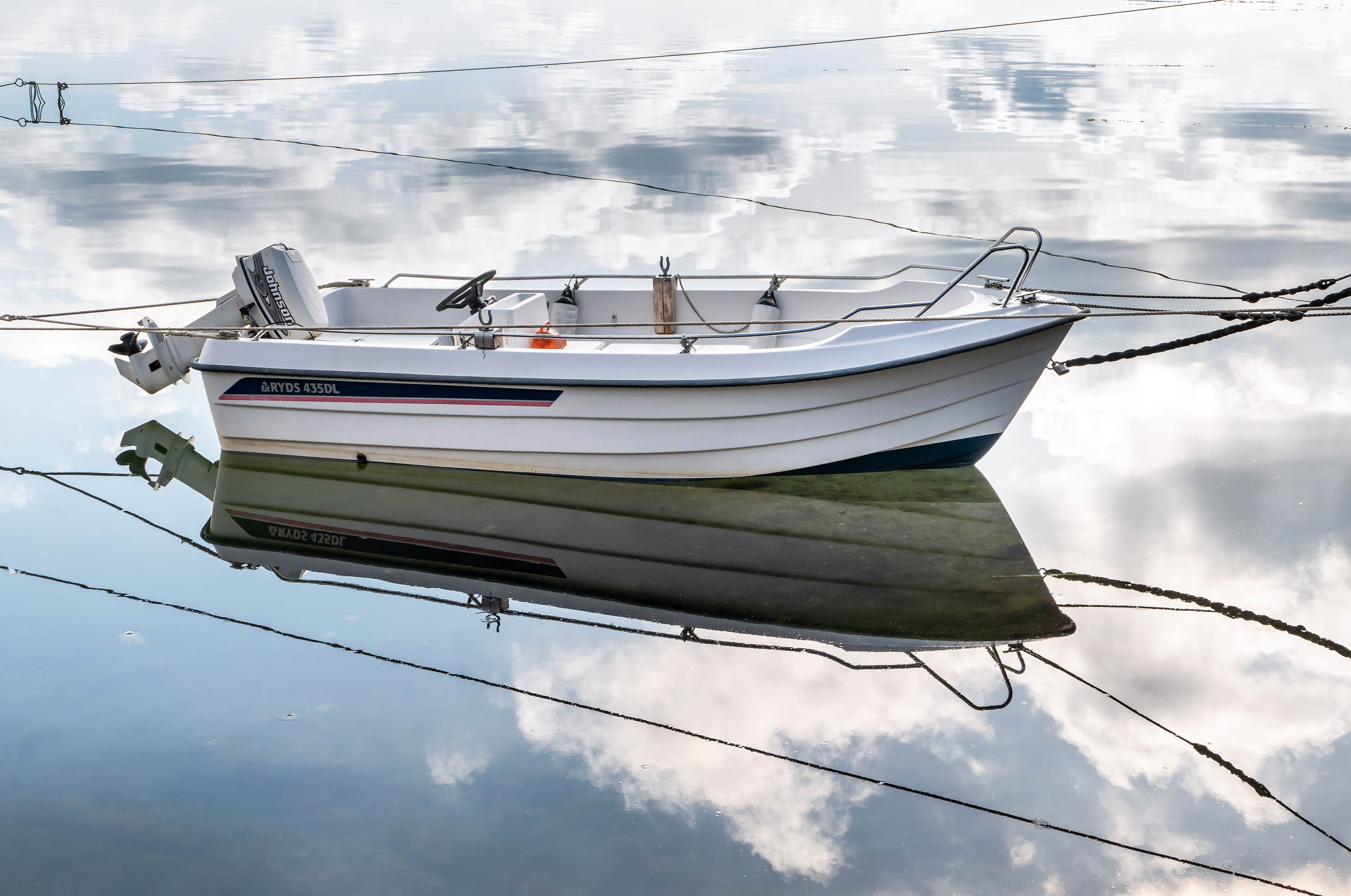
Bateau à moteur des chantiers Ryds (sv), en Suède. Mai 2020.